# Джефферсон, Хайме
Хайме Джефферсон Гиларте (исп. Jaime Jeffersón Guilarte; род. 17 января 1962, Гуантанамо) — кубинский легкоатлет, специалист по прыжкам в длину. Выступал за сборную Кубы по лёгкой атлетике в 1983—1998 годах, обладатель серебряной и бронзовой медалей чемпионатов мира в помещении, двукратный чемпион Панамериканских игр, дважды победитель Всемирной Универсиады, чемпион Центральноамериканских и Карибских игр, участник двух летних Олимпийских игр.

## Биография
Хайме Джефферсон родился 17 января 1962 года в городе Гуантанамо, Куба.
Первого серьёзного успеха на международном уровне добился в сезоне 1983 года, когда вошёл в состав кубинской сборной и выступил на домашнем чемпионате Центральной Америки и Карибского бассейна в Гаване, где в зачёте прыжков в длину выиграл бронзовую медаль. Позднее в той же дисциплине одержал победу на Панамериканских играх в Каракасе и на иберо-американском чемпионате в Барселоне.
Рассматривался в качестве кандидата на участие в летних Олимпийских играх 1984 года в Лос-Анджелесе, однако Куба вместе с несколькими другими странами восточного блока бойкотировала эти соревнования по политическим причинам. Вместо этого Джефферсон выступил на альтернативном турнире «Дружба-84» в Москве, где в итоге завоевал серебряную награду, уступив только советскому прыгуну Константину Семыкину.
В 1985 году превзошёл всех соперников на центральноамериканском и карибском чемпионате в Нассау. Будучи студентом, представлял Кубу на Всемирной Универсиаде в Кобе, где так же стал лучшим в своей дисциплине.
В 1986 году отметился победой на Центральноамериканских и Карибских играх в Сантьяго.
В 1987 году закрыл десятку сильнейших на чемпионате мира в помещении в Индианаполисе, взял бронзу на Панамериканских играх в Индианаполисе, занял шестое место на чемпионате мира в Риме.
На иберо-американском чемпионате 1988 года в Мехико вновь одержал победу. При этом Олимпиаду в Сеуле вновь пропустил из-за бойкота.
В 1989 году стал пятым на чемпионате мира в помещении в Будапеште, победил на чемпионате Центральной Америки и Карибского бассейна в Сан-Хуане (здесь вместе с соотечественниками также стал серебряным призёром в зачёте эстафеты 4×100 метров), был лучшим на Всемирной Универсиаде в Дуйсбурге, показал восьмой результат на Кубке мира в Барселоне.
В 1990 году стал шестым на Играх доброй воли в Сиэтле, вторым на Центральноамериканских и Карибских играх в Мехико. На домашнем турнире в Гаване установил свой личный рекорд в прыжках в длину на открытом стадионе — 8,53 метра.
В 1991 году получил серебро на чемпионате мира в помещении в Севилье, завоевал золото на домашних Панамериканских играх в Гаване, занял девятое место на чемпионате мира в Токио.
Благодаря череде успешных выступлений в 1992 году удостоился права защищать честь страны на Олимпийских играх в Барселоне — в финале прыжков в длину показал результат 8,08 метра, расположившись в итоговом протоколе соревнований на пятой строке.
В 1993 году выиграл бронзовую медаль на чемпионате мира в помещении в Торонто, выступил на чемпионате мира в Штутгарте, стал бронзовым призёром на Центральноамериканских и Карибских играх в Понсе.
В 1994 году превзошёл всех соперников на иберо-американском чемпионате в Мар-дель-Плате.
В 1995 году завоевал серебряную медаль на Панамериканских играх в Мар-дель-Плате, прыгал в длину на чемпионате мира в Гётеборге.
В 1996 году выиграл серебряную медаль на иберо-американском чемпионате в Медельине. Принимал участие в Олимпийских играх в Атланте — на предварительном квалификационном этапе прыгнул на 7.65 метра, чего оказалось недостаточно для выхода в финал.
В 1997 году добавил в послужной список серебряную награду, выигранную на центральноамериканском и карибском чемпионате в Сан-Хуане.
Завершил спортивную карьеру по окончании сезона 1998 года.